# Basse-Rentgen
 Basse-Rentgen  es una población y comuna francesa, en la región de Lorena, departamento de Mosela, en el distrito de Thionville-Est y cantón de Cattenom.

## Demografía
| 285 | 254 | 230 | 213 | 289 | 306 |
| Para los censos de 1962 a 1999 la población legal corresponde a la población sin duplicidades (Fuente: INSEE [Consultar]) |     |     |     |     |     |